# Хайнрих Распе II (Гуденсберг)
Хайнрих Распе II (на немски: Heinrich Raspe II, * 1130, † 1155/1157) от род Лудовинги, управлява Графство Гуденсберг, наричано и Графство Маден или Графство Хесен, в Долен Хесен.

## Биография
Той е вторият син на Лудвиг I, който е от 1131 г. първият ландграф на Тюрингия, и на Хедвиг фон Гуденсберг (* 1098, † 1148) от род Гизони, дъщеря и наследничка на гауграф Гизо IV († 12 март 1122) в Гуденсберг в Долен Хесен.
Когато баща му умира на 12 януари 1140 г., крал Конрад III дава ландграфството Тюрингия на12-годишния му по-голям брат Лудвиг II Железни (* 1128, † 14 октомври 1172). До неговото пълнолетие майка му Хедвиг е негова регентка. По-малкият Хайнрих Распе II управлява графството Гуденсберг. Той е привърженик на Хоенщауфените.
През 1140 – 1148 г. Хайнрих и майка му основават манастир Ахнаберг. От селището около манастира скоро се основава Касел с крепостна стена, който през 1189 г. става град и през 1247 г. при Хайнрих I столица на Ландграфство Хесен.
По времето на Хайнрих Распе II вероято се разширяват и обновяват замъците в Марбург и Оберн-Гуденсберг.